# Ziomek (wieś)
Ziomek – wieś sołecka w Polsce położona w województwie mazowieckim, w powiecie ostrołęckim, w gminie Baranowo.

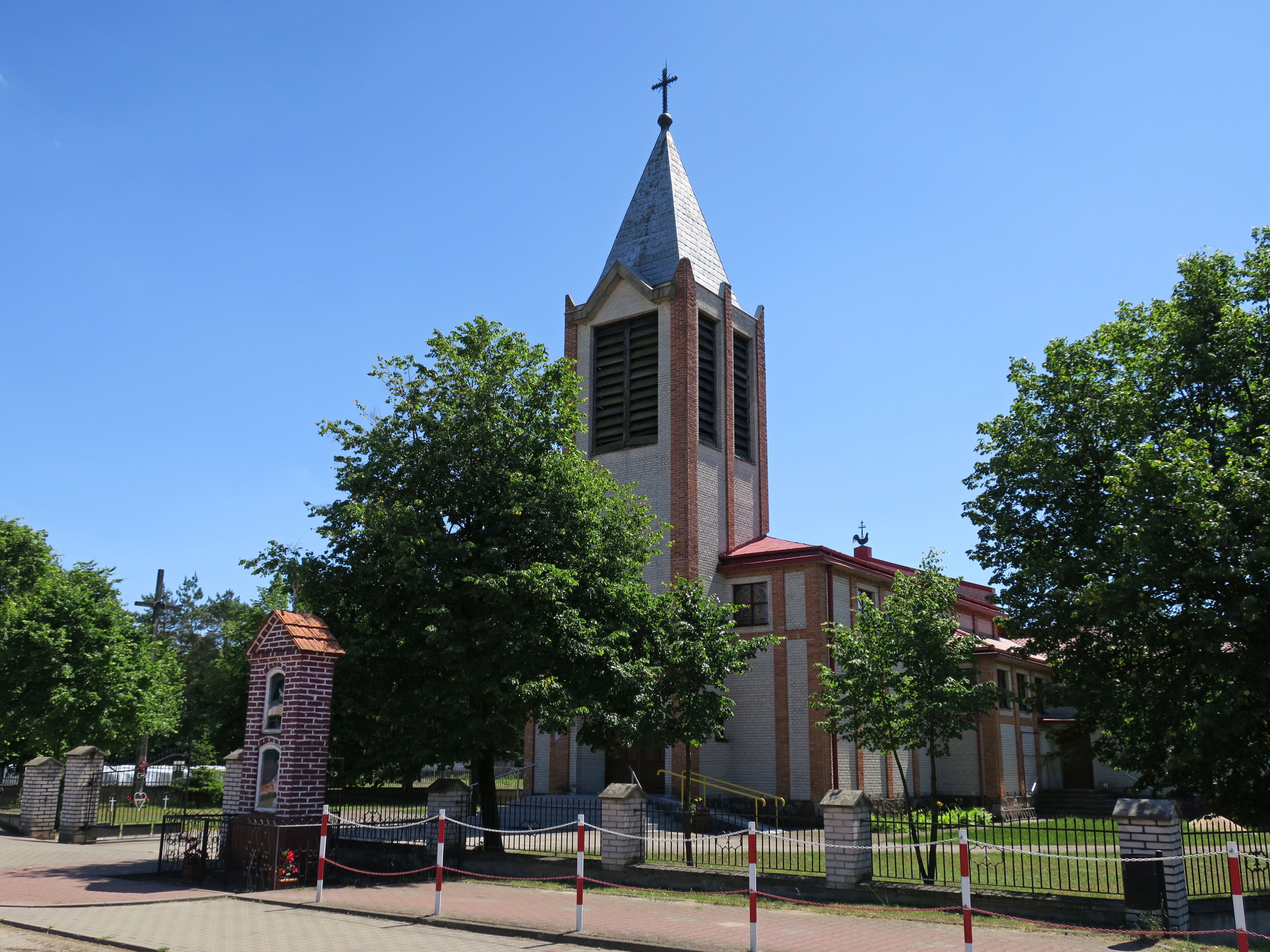
Kościół filialny
św. Maksymiliana Marii Kolbego

W latach 1975–1998 miejscowość administracyjnie należała do województwa ostrołęckiego.
Wierni kościoła rzymskokatolickiego należą do parafii Świętego Bartłomieja Apostoła w Baranowie. We wsi jest kościół filialny pw. św. Maksymiliana Marii Kolbego zbudowany w latach 1981–1984.